# たいげい (潜水艦)
 たいげい （ローマ字：JS Taigei, SSE-6201、SS-513）は、海上自衛隊の潜水艦。たいげい型潜水艦の1番艦。艦名は、「大きな鯨」に由来し、この名を受け継いだ日本の艦艇としては、旧海軍潜水母艦の「大鯨」（後に航空母艦「龍鳳」に改装）に続き2代目にあたる。
そうりゅう型潜水艦11番艦の「おうりゅう」、12番艦「とうりゅう」に続き、GSユアサが開発したリチウムイオン電池を搭載したディーゼル電気推進方式の通常動力型潜水艦となる。89式長魚雷の後継である最新の18式長魚雷を装備することが見込まれている。また、潜水艦への女性自衛官配置制限の解除を受けて、居住区内に仕切り等を設け女性用寝室を確保するなど女性自衛官の勤務に対応している。
本記事は、本艦の艦暦について主に取り扱っているため、性能や装備等の概要についてはたいげい型潜水艦を参照されたい。

## 艦歴
「たいげい」は、中期防衛力整備計画（26中期防）に基づく平成29年度計画3000トン型潜水艦8128号艦として、三菱重工業神戸造船所で2018年3月16日に起工され、2020年10月14日に同工場で挙行された命名・進水式において、「たいげい」と命名された。2022年3月9日に就役し、第2潜水隊群第4潜水隊に編入され横須賀に配備された。なお同艦は、「平成31年度以降に係る防衛計画の大綱について」に、建造中であるにもかかわらず試験潜水艦への種別変更予定が記載されていた。
2024年3月8日、3番艦「じんげい」の就役に合わせて試験潜水艦に種別変更され、艦番号が「SSE-6201」に変更。同日付で潜水艦隊隷下に新編された第11潜水隊に編入された。今後は試験潜水艦として将来型のソーナー装置や雑音低減の最新の水中発射管など様々な試験を実施し、日本の潜水艦の技術研究開発に携わることとなる。

### 歴代艦長
| 代       | 氏名     | 在任期間              | 出身校・期 | 前職             | 後職         | 備考     |
| 艤装員長 | 艤装員長 | 艤装員長              | 艤装員長   | 艤装員長         | 艤装員長     | 艤装員長 |
| -------- | -------- | --------------------- | ---------- | ---------------- | ------------ | -------- |
| -        | 土谷 亨  | 2020.10.14 - 2022.3.8 |            |                  | たいげい艦長 |          |
| 艦長     |          |                       |            |                  |              |          |
| 1        | 土谷 亨  | 2022.3.9 -            |            | たいげい艤装員長 |              |          |
| 2        | 前田佳宏 | 2023.30 -             |            |                  |              |          |

## ギャラリー

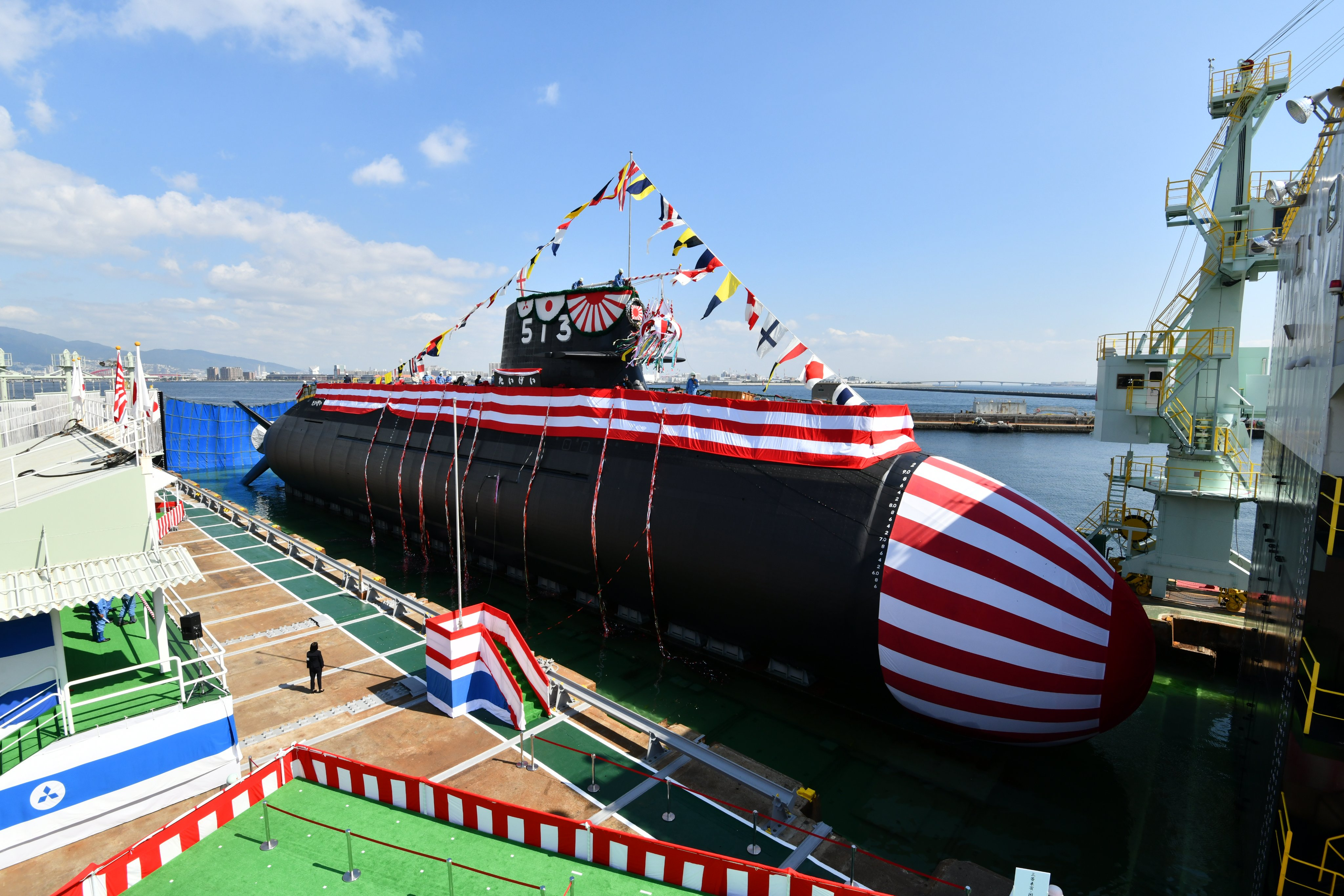
潜水艦「たいげい」命名・進水式
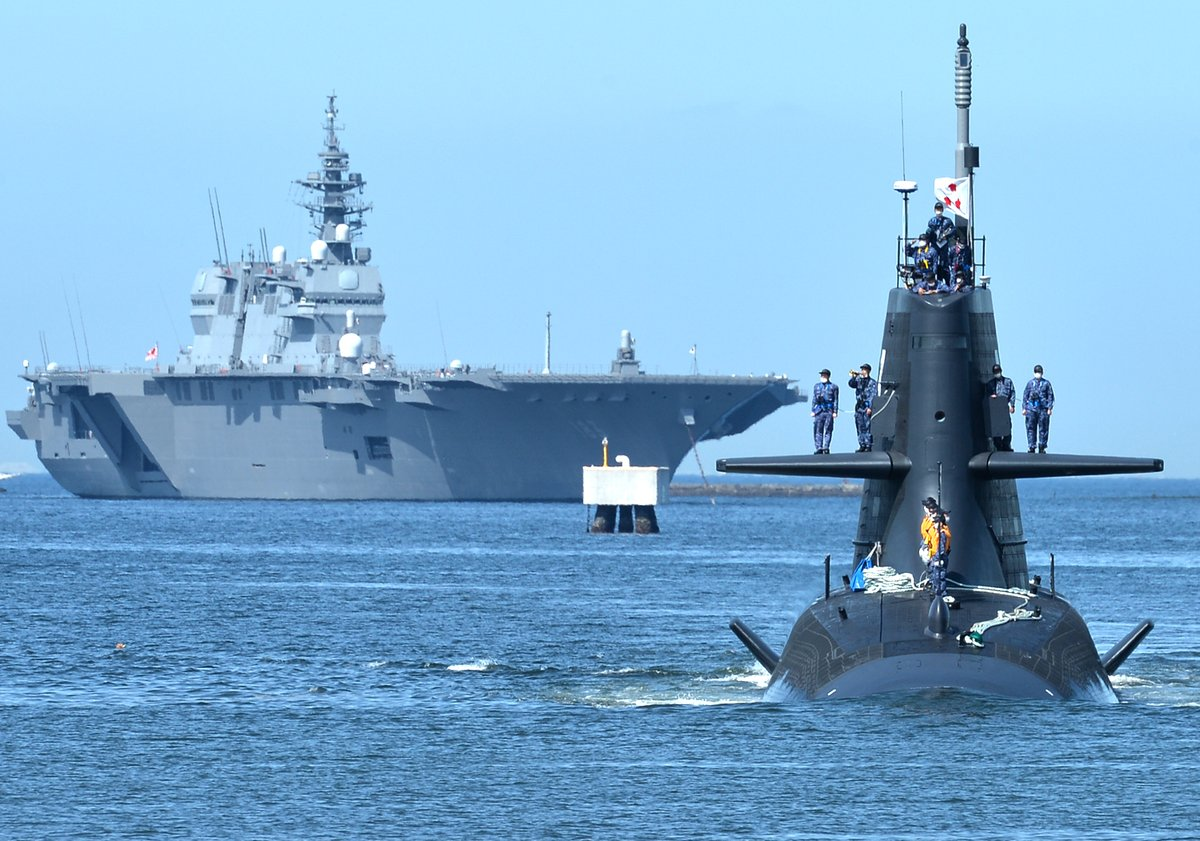
潜水艦隊司令官が乗艦中の「たいげい」、後方は護衛艦「いずも」